# Piotr Slonimski
Pour les articles homonymes, voir Slonimski.
Piotr Słonimski, né le 9 novembre 1922 à Varsovie et mort le 25 avril 2009 à Paris, est un ancien résistant, médecin, biologiste et généticien polonais naturalisé français.
Scientifique de renommée internationale pour ses travaux sur l'hérédité mitochondriale et sur les génomes, il est l'un des fondateurs du Centre de génétique moléculaire du CNRS à Gif-sur-Yvette. Médaille d'or du CNRS, il devient membre de l'Académie des sciences en 1985.

## Biographie
Piotr Słonimski est né à Varsovie dans une famille polonaise comptant d'éminents musiciens, poètes, scientifiques et médecins.
Durant la Seconde Guerre mondiale, à l'âge de 17 ans il se porte volontaire pour défendre son pays natal contre l'invasion allemande en septembre 1939. Membre de l'armée de la résistance intérieure (Armia Krajowa, AK), il participe à l'insurrection de Varsovie en août 1944. Ses actions de résistance qui lui vaudront, plus tard, la Krzyż Walecznych. En parallèle, bravant les interdit de l'occupant allemand, il entreprend des études de médecine de 1940 à 1944 à l'Université clandestine de Varsovie et après la destruction de celle-ci à l'université Jagellonne de Cracovie où il obtient son doctorat de médecine en 1946. Il en témoignera plus tard ainsi : « L'enseignement y était d'une intensité et d'une qualité exceptionnelles. Il avait lieu par petits groupes dans des appartements privés, dans des morgues, ou dans des usines désaffectées. Il est vrai que ces études étaient, aussi bien pour les Professeurs que pour les étudiants passibles de la peine de mort. J'ai eu la chance de survivre ce qui n'a pas été le cas des miens et de la plupart de mes amis. ».
Obligé de quitter la Pologne communiste où les anciens résistants de l'AK sont persécutes, Słonimski arrive en 1947 en France pour rejoindre à Paris le laboratoire de Boris Ephrussi (1901-1979), généticien français d'origine russe, à l'Institut de biologie physico-chimique. C'est là que, grâce à une bourse du CNRS, Piotr Słonimski entreprend ses premières recherches sur la formation des enzymes respiratoires chez la levure et sur le rôle d'une nouvelle forme d'hérédité, appelée alors « cytoplasmique », dans ce phénomène. Il obtient son doctorat ès sciences en 1952.
En 1950, les autorités communistes de la République populaire de Pologne le privent du droit de revenir chez lui. Un temps apatride, il obtient la nationalité française au début des années 1960.
Nommé en 1962 professeur au Centre de recherches fondamentales du CNRS installé dans de nouveaux laboratoires à Gif-sur-Yvette, Słonimski y fonde, en 1967, le Centre de génétique moléculaire dont il deviendra le directeur en 1971 et qu'il dirigera jusqu'à 1991.
Ses recherches scientifiques sont consacrées alors aux mitochondries qui assurent la production de l’énergie chimique nécessaire à l’ensemble du métabolisme cellulaire. En étudiant les mitochondries de la levure de boulangerie, il découvre les lois régissant leur hérédité, la structure mosaïque des gènes, les mécanismes de l’évolution du matériel génétique, la régulation de l'expression des gènes responsables de l'adaptation respiratoire et les interactions entre noyau et cytoplasme de la cellule.
De 1966 à 1991, Słonimski est professeur de génétique à l'université Pierre-et-Marie-Curie.
Le 10 juin 1985, l'année de son obtention de la médaille d'or du CNRS, l'une des plus importantes distinctions nationales françaises, il est élu membre de l'Académie des sciences, 
En 1993, Słonimski est nommé membre du Collège de la prévention des risques technologiques en remplaçant Philippe Kourilsky.
Toute sa vie Słonimski est attentif à ce qui se passe dans son pays d'origine. En septembre 1980, l'année de la naissance du mouvement Solidarność, il devient président de l'Association Solidarité France Pologne qui compte parmi ses membres le professeur de médecine Alexandre Minkowski, le directeur de la revue Esprit Paul Thibaud et l'économiste Karol Sachs. En décembre 1981, Słonimski proteste contre l'instauration en Pologne de l'état de guerre et assure au syndicat Solidarność le soutien de ses amis français tels François Jacob, André Lwoff, Henri Cartan ou Laurent Schwartz. Il collabore ensuite avec le Comité Social des sciences polonais (clandestin) en envoyant l'argent collecté auprès des savants du monde pour les besoins des scientifiques polonais. En 1985, il prend l'initiative d'une pétition signée par plus de cent collègues, dont plus d'une douzaine de prix Nobel. Adressée au général Jaruzelski, elle dénonce les tentatives de limitation des libertés universitaires.
Après la chute du communisme, Słonimski se rend régulièrement en Pologne.
Il meurt à l'âge de 86 ans le 25 avril 2009 à Paris,, dans le 13e arrondissement. Il est inhumé au cimetière de Gif-sur-Yvette, dans l'Essonne.

## Apports scientifiques
Une grande partie de sa carrière a été consacrée à l'étude de la génétique mitochondriale.
Au début des années 1990, il a également participé au premier séquençage d'un génome complet, celui de la levure Saccharomyces cerevisiae.

## Prix et distinctions
- 1985 : médaille d'or du CNRS[9]
- 1985 : membre titulaire de l'Académie des sciences, section « biologie moléculaire et cellulaire, génomique »
- 1991 : officier de l'ordre national du Mérite en 1991[10], promu commandeur en 2008[11].
- Chevalier de la Légion d'honneur